# Jacob Feldhammer
Jacob Feldhammer, auch Jakob Feldhammer bzw. Jacob Feldhamer (* 16. Mai 1882 in Czernowitz; † 23. Mai 1944 in KZ Auschwitz) war ein österreichischer Schauspieler.

## Leben und Wirken
Feldhammer erhielt 1904 sein erstes Festengagement am Volkstheater seiner bukowinischen Heimatstadt Czernowitz. Im Jahr darauf holte ihn Max Reinhardt ans Deutsche Theater Berlin. Dort übernahm Feldhammer ab Dezember 1905 (Debüt als Wetzlaf in Kleists Das Käthchen von Heilbronn) zahllose Neben- bis Kleinstrollen in modernen wie klassischen Stücken. Er trat u. a. in Der Kaufmann von Venedig, Ödipus und die Sphinx, Doppelselbstmord, Tartüff und Ein Sommernachtstraum auf. In mehreren Inszenierungen von Goethes Faust II spielte er im Lauf der Jahre eine Fülle von Charakteren, darunter Thales, Lynceus und einen Herold. Als Zweitbesetzung ließ Reinhardt Feldhammer 1912 den Romeo in Romeo und Julia und zehn Jahre darauf sogar den Titelhelden in Hamlet spielen. In diesem Shakespeare-Stück hatte Feldhammer zuvor schon den Fortinbras verkörpert. Bereits 1907 sah man Feldhammer mit einer seltenen Hauptrolle: In einer Aufführung von Frank Wedekinds Frühlings Erwachen spielte er den Moritz Stiefel.
Feldhammer blieb bis 1912 in Berlin, anschließend ging er nach Leipzig und schließlich 1913 nach Wien, um ein Engagement an der Neuen Wiener Bühne anzutreten. 1918 kehrte Jacob Feldhammer nach Deutschland zurück und ging für fünf Jahre ans Frankfurter Schauspielhaus.
Seit 1923 wieder in Wien (Deutsches Volkstheater, Kammerspiele) ansässig, kam Feldhammer auch sporadisch mit dem Film in Kontakt. In dem Drama Der Abtrünnige verkörperte er 1927 die Haupt- bzw. Titelrolle des sich von seinem Glauben abwendenden Juden. Die Bühne blieb Feldhammers Hauptarbeitsfeld. Abgesehen von einem Zwischenspiel an den Vereinigten Städtischen Theater zu Düsseldorf 1928/29 blieb Feldhammer in der österreichischen Hauptstadt ansässig, wo er auch als Theaterleiter (Neues Wiener Schauspielhaus, 1929–31) tätig wurde. In diesen zwei Jahren arbeitete er eng mit Reinhardts früherem Assistenten Otto Preminger zusammen.
Seit 1934 wurde der jüdische Schauspieler kaum mehr beschäftigt: das letzte nachweisbare Engagement führte ihn an Wiens Die Komödie. Später folgten nur künstlerische Kleinstaktivitäten wie etwa für den jüdischen Sportklub SC Hakoah Wien. Infolge des Annexion Österreichs im März 1938 sah sich Feldhammer jedweder künstlerischer Tätigkeit beraubt.

## In der Emigration
An seinem 57. Geburtstag meldete sich Jacob Feldhammer aus Wien in Richtung England ab – dort kam er jedoch nie an. Stattdessen strandete er in Italien, wo er vermutlich die folgenden vier Jahre verbrachte. Dokumentiert ist ein längerer Aufenthalt vom 25. Juli 1940 bis 30. September 1943 in Mailand. Am letztgenannten Datum überstellten deutsche Stellen Feldhammer über das Lager Sforzacosta in das jüdische Sammel- und Durchgangslager Fossoli nahe Carpi.
Dort traf er auf seine langjährige Kollegin aus beider gemeinsamer Zeit an Reinhardts Deutschem Theater, Grete Berger. Von Fossoli deportierte die deutsche Besatzungsmacht beide Künstler am 16. Mai 1944 in das KZ Auschwitz, wo Feldhammer wie auch Berger kurz nach der Ankunft am 23. Mai 1944 ermordet wurde. 
Seine Schwester war die Schauspielerin Anna Feldhammer.

## Schriften
- Stefan Korein: Karl der Letzte. Für die Bühne bearb. v. Jakob Feldhammer. als Ms. Wien, : Gerstel-Verl. 1931

## Filme
- 1923: ...und es ward Licht! (Fiat Lux)
- 1923: Der Evangelimann
- 1927: Der Abtrünnige